# John McCrea
John McCrea (Belfast, Irlanda del Norte, 1966) es un dibujante de cómics británico, conocido sobre todo por sus colaboraciones con el también guionista británico Garth Ennis.

## Biografía
Su vocación historietística fue temprana y mientras estudiaba dibujo y diseño en Belfast movía incansablemente su trabajo por convenciones de cómic y editoriales inglesas, como 2000 AD o Marvel UK. Así, pronto comenzó a realizar algunos pequeños trabajos profesionales en algunas revistas y llegó a colaborar finalmente en 2000 AD, dibujando algunas historias de Future Shocks. Sus trabajos tempranos están notablemente influenciados por John Byrne y Alan Davis. 
El salto a la profesionalidad vino en 1998, cuando el también debutante Garth Ennis (que entonces contaba 18 años) escribió Trouble Souls, una serie política publicada en la revista Crisis. Buscaban un dibujante y encotnraron a McCrea, naciendo así un equipo creativo que lleva funcionando más de diez años. McCrea y Ennis han realizado conjuntamente For a Few Troubles More, Judge Dredd, The Demon, Hitman... y han creado un buen número se importantes personajes a lo largo de los años. McCrea ilustró Trouble Souls con un estilo naturalista, utilizando pintura acrílico y otras técnicas, pero en su secuela, For a Few Troubles More, su estilo se volvió más sencillo y anguloso.
Entró en el mercado estadounidense en 1993, dibujando The Demon, la serie de Garth Ennis para DC Comics. Este trabajo le valdría volver a dibujar con guiones de Ennis en la serie Hitman, que realizarían juntos entre 1996 y 2001; la serie, que llegó a ganar un Premio Eisner, es una combinación de acción, humor y violencia en el universo superheroico de DC Comics, en la cual McCrea desarrollaría su propia personalidad gráfica.
Tras finalizar en Hitman, McCrea sigue trabajando con diversos personajes para diferentes editoriales estadounidenses. También ha trabajado con otros reconocidos guionistas como Alan Grant, Doselle Young, Mark Millar, Warren Ellis and Ron Zimmerman. 
Actualmente está afincado en Birmingham, Reino Unido.